# Theresa Prammer
Theresa Prammer (* 1974 in Wien) ist eine österreichische Autorin, Schauspielerin und Regisseurin.

## Leben und Leistungen
Theresa Prammer wurde 1974 in Wien geboren. Von 1996 bis 1999 besuchte sie die Schauspielschule Krauss in Wien und nahm zudem an diversen Workshops und Filmkursen teil. Als Schauspielerin hatte sie Engagements auf der Bühne (unter anderem dem Wiener Burgtheater und der Volksoper Wien) und bei Film und Fernsehen. Zusätzlich führte sie Regie bei Theaterstücken in Wien und den Komödienspielen Neulengbach, die sie 2006 mit ihrem Ehemann Joseph Prammer gründete und seither leitet. Von 2011 bis 2014 hatte sie die Abendspielleitung des Wiener Rotkreuzballes im Wiener Rathaus inne.
Im Jahr 2013 debütierte sie als Autorin mit dem Roman Die Rettung der Regenwürmer im SüdWestBuch Verlag. In ihrem heiteren Unterhaltungsroman spielt der Entertainer Frank Sinatra als Himmelsbote eine Hauptrolle.
2015 folgte ihr erster Kriminalroman Wiener Totenlieder im Ullstein Verlag über eine Mordserie in der berühmten Wiener Staatsoper. Dieser Roman war der Auftakt zu einer neuen Reihe rund um die Wiener Privatermittlerin Carlotta Fiore.  2016 erschien der zweite Teil Mörderische Wahrheiten und 2017 der dritte Teil Die unbekannte Schwester, jeweils im Ullstein Verlag.
Im Jahr 2021 startete Prammer mit dem Titel Lockvogel eine neue Krimi-Reihe, in der Privatdetektiv Edgar Brehm und Schauspielschülerin Toni Lorenz auf Verbrecherjagd gehen.

## Auszeichnungen
2015 wurde sie für Wiener Totenlieder mit dem Leo-Perutz-Preis ausgezeichnet.

## Werke

### Reihe Carlotta Fiore
- Wiener Totenlieder. Marion von Schröder, Berlin 2015, ISBN 978-3-547-71209-4.
- Mörderische Wahrheiten. List Verlag, Berlin 2016, ISBN 978-3-471-35137-6.
- Die unbekannte Schwester. List Verlag, Berlin 2017, ISBN 978-3-471-35139-0.

### Reihe Edgar Brehm und Toni Lorenz
- Lockvogel. Kriminalroman, Haymon Verlag, Innsbruck 2021, ISBN 978-3-7099-8103-0.
- Schattenriss. Kriminalroman, Haymon Verlag, Innsbruck 2023, ISBN 978-3-7099-8171-9.
- Falsche Masken. Ein Theater-Krimi. Haymon Verlag, Innsbruck 2024, ISBN 978-3-7099-8212-9.

### Einzelwerke
- Die Rettung der Regenwürmer. SüdWestBuch, Stuttgart 2013, ISBN 978-3-944264-28-8.
- Auf dem Wasser treiben. List Verlag, Berlin 2019, ISBN 978-3-471-35168-0.
- Ausgelöscht. Psychothriller, Insel Verlag, Berlin 2023, ISBN 978-3-458-68304-9.